# Järnsaxa
För Saturnus måne, se Jarnsaxa (måne).
Järnsaxa ("hon med järnsvärdet") är en jättinna i nordisk mytologi. Järnsaxa var så bländande skön, att hon fängslade självaste Tor, åt vilken hon skänkte sonen Magne, som redan vid tre års ålder var starkare än någon av de fullvuxna asarna.
Järnsaxa är också enligt Snorres Edda en av Heimdalls nio mödrar. De andra är Alta, Angeja, Eirgjafa, Eistla, Gjalo, Greip, Imd och Ulfrun.